# Rebecca Walker
Rebecca Walker (17 de novembro de 1969 com o nome de Rebecca Leventhal) é uma escritora, feminista e ativista norte-americana. Walker é considerada uma das principais vozes da terceira onda do feminismo desde que publicou um artigo na revista Ms. em 1992 onde proclamou: "Eu sou a Terceira Onda."
A escrita, o ensino e os discursos de Walker se concentram em raça, gênero, política, poder e cultura. Em seu trabalho como ativista, ela ajudou a fundar o Fundo Terceira Onda que se transformou na Fundação Terceira Onda, uma organização que ajuda mulheres negras, jovens e pessoas LGBTQIA+ providenciando ferramentas e recursos que eles precisam para serem líderes em suas comunidades através do ativismo e filantropia.
Walker escreve e fala extensivamente sobre justiça de gênero, racial, econômica e social em universidades dos Estados Unidos e internacionais.
Em 1994, a revista Time nomeou Walker uma dos 50 futuros líderes da América. Seu trabalho já foi apresentado em várias publicações incluindo The Washington Post, The Huffington Post, Salon, Glamour, e Essence, assim como CNN e MTV.

## Primeiros anos e educação
Ela nasceu Rebecca Leventhal em 1969 em Jackson, Mississippi, filha de Alice Walker, escritora afro-americana cujo trabalho inclui o livro The Color Purple, e Melvyn R. Leventhall, judeu advogado dos direitos civis. Seus pais se casaram na cidade de Nova Iorque antes de irem para o Mississippi trabalhar em prol dos direitos civis. Após seus pais se divorciarem em 1976, Walker passou a infância alternando a cada dois anos entre a casa do seu pai no bairro majoritariamente judeu de Riverdale no Bronx e o ambiente majoritariamente afro-americano onde sua mãe morava em São Francisco. Walker estudou na Escola Urbana de São Francisco, em Haight-Ashbury.
Quando tinha 15 anos, decidiu mudar seu sobrenome de Leventhal para Walker, sobrenome de sua mãe. Após o ensino médio, estudou na Universidade Yale, onde se formou cum laude em 1992. Walker se identifica como negra, branca e judia, que é também o título do seu livro de memórias, publicado em 2001.

## Emergência como líder no feminismo
Walker surgiu como uma feminista proeminente aos 22 anos quando escreveu um artigo para a revista Ms. intitulado "Becoming the Third Wave". Em seu artigo, Walker critica a confirmação de Clarence Thomas como Juiz da Suprema Corte após ter sido acusado de abusar sexualmente de Anita Hill, uma advogada que ele supervisou durante seu tempo no Departamento de Educação dos Estados Unidos e da EEOC. Usando isso como exemplo, Walker aborda a opressão da voz feminina e introduz o conceito de terceira onda do feminismo. Ela define "terceira onda do feminismo" no fim do artigo dizendo "Ser feminista é integrar uma ideologia de igualdade e empoderamento feminino à própria fibra da vida. É buscar clareza pessoal no meio da destruição sistêmica, unir-se à irmandade com as mulheres quando muitas vezes estamos divididas, entender as estruturas de poder com a intenção de desafiá-las."

## Ativismo

### Fundo Terceira Onda
Após se formar na Universidade Yale, ela co-fundou o Fundo Terceira Onda, uma organização sem fins lucrativos destinada a encorajar mulheres jovens a se envolverem em ativismo e liderança. A missão inicial da organização, baseada no artigo de Walker, era "preencher um vazio na liderança de mulheres jovens e mobilizar jovens para se envolverem social e politicamente em suas comunidades". Em seu primeiro ano, a organização iniciou uma campanha que registrou mais de 20.000 novos eleitores nos Estados Unidos. A organização agora fornece subsídios para indivíduos e projetos que apoiam mulheres jovens. O fundo foi adaptado para Fundação Terceira Onda em 1997 e continua a apoiar jovens ativistas. Na sequência da eleição presidencial nos Estados Unidos em 2016, a organização recebeu mais de quatro vezes o número normal de pedidos de subsídios de emergência.

### Docência
Walker vê o ensino como uma maneira de dar às pessoas a força para falar a verdade, mudar as perspectivas e capacitar as pessoas com a capacidade de mudar o mundo. Ela dá palestras sobre como escrever memórias, feminismo multi-geracional, diversidade na mídia, identidade multi-racial, artes visuais contemporâneas e culturas emergentes.

## Oratória
Walker se concentra em falar sobre a identidade multicultural (incluindo a sua própria), masculinidade iluminada e feminismo intergeracional e de terceira onda em escolas, universidades e conferências ao redor do mundo. Ela já falou em Harvard, Exeter, Head-Royce, Oberlin, Smith, MIT, Xavier, Stanford e na Universidade do Estado da Luisiana. Ela também já palestrou em organizações e corporações como o Conselho Nacional de Professores de Inglês, o Walker Art Center, a Associação Americana de Mulheres Universitárias, a Associação Nacional de Estudos Femininos, Out and Equal, a Organização Nacional de Mulheres, e Hewitt Associates. Nos Estados Unidos, ela já apareceu em vários meios de comunicação populares como Good Morning America, The Oprah Winfrey Show, e Charlie Rose.

## Livros e escrita
A primeira grande obra de Walker foi o livro To be Real: Telling the Truth and Changing the Face of Feminism (1996), que consistia de artigos que ela compilou e editou. O livro reavaliava o movimento feminista da época. A crítica Emilie Fale, professora assistente de Comunicação na Faculdade de Ithaca, o descreveu: "Os vinte e três colaboradores de To Be Real oferecem perspectivas e experiências variadas que desafiam nossos estereótipos de crenças feministas enquanto negociam as águas turbulentas dos papéis de gênero, políticas de identidade e "feminismo de poder". Como uma coletânea de "testemunhos pessoais", esta obra mostra como os ativistas da terceira onda usam narrativas pessoais para descrever suas experiências com injustiças sociais e de gênero. Colaboradores incluem feministas proeminentes como bell hooks e Naomi Wolf. Segundo o site de Walker, este livro foi ensinado em programas de estudos de gênero em todo o mundo.
Em seu livro de memórias, Black, White and Jewish: Autobiography of a Shifting Self (2000), Walker explora seus primeiros anos no Mississippi como a filha de pais que militaram ativamente nos últimos anos do movimento dos direitos civis. Ela também aborda a vida com dois pais com carreiras muito ativas, o que ela acredita ter levado à sua separação. Ela discute o encontro com o preconceito racial e as dificuldades de ser mestiça em uma sociedade com rígidas barreiras culturais. Ela também discute o desenvolvimento de sua sexualidade e identidade como uma mulher bissexual.
Seu livro de memórias de 2007 Baby Love: Choosing Motherhood After A Lifetime of Ambivalence explora sua vida com um enteado e filho biológico contra um quadro de feminismo. Ela discute temas tradicionais da gravidez, como dieta e preparação para o trabalho. Ela incentiva as jovens a entenderem que a maternidade é possível mesmo quando elas têm uma carreira ou se resistem a ela por ter tido uma infância difícil. Ela diz que o livro aborda o compromisso "trabalho versus maternidade" que as mulheres de sua geração e mais jovens enfrentam depois de crescer em um cenário social que acredita que as mulheres devem fazer uma escolha para ter filhos. Ela disse que foi inspirada a escrever o livro pelo nascimento de seu filho, Tenzin. Sua criação dele mudou alguns dos seus pontos de vista sobre a maternidade e laços familiares.
Walker foi editora da revista Ms. por muitos anos. Sua escrita foi publicada em uma série de revistas, como Harper's, Essence, Glamour, Interview, Buddhadharma, Vibe, Child, e Mademoiselle. Ela já apareceu na CNN e na MTV, e foi matéria no The New York Times, Chicago Times, Esquire, Shambhala Sun, entre outras publicações. Walker ministrou oficinas de redação em conferências internacionais e programas de MFA. Ela também trabalha como consultora de publicação privada.
Seu primeiro romance, Adé: A Love Story, foi publicado em 2013. Ele apresenta uma estudante universitária birracial, Farida, que se apaixona por Adé, um homem negro queniano. O plano do casal de se casar é interrompido quando Farida contrai malária e os dois devem lutar durante uma guerra civil no Quênia.

## Cinema
No filme de 1998 Primary Colors, Walker interpretou a personagem March. O filme é um roman à clef sobre a campanha presidencial de 1992 de Bill Clinton.
Em março de 2014, os direitos do filme para seu romance Adé: A Love Story (2013) foram relatados como tendo sido escolhidos, com Madonna atuando como diretora.

## Vida pessoal
Walker se identifica como bissexual. Ela teve um relacionamento com a cantora de neo soul Meshell Ndegeocello, cujo filho ela ajudou a criar mesmo depois de se separarem.
Aos 37 anos, Walker engravidou durante seu relacionamento com seu parceiro Glen, um professor budista. Juntos tiveram um filho chamado Tenzin, nascido em 2007.

## Reconhecimento
Em dezembro de 2016, foi eleita uma das 100 mulheres mais influentes do mundo pela BBC.